# 崔允鎬
崔 允鎬（チェ・ユノ、朝鮮語: 최윤호、1905年 - 1950年?）は、大韓民国の政治家、漢方薬業者。第2代韓国国会議員。

## 経歴
本籍は全羅北道金堤郡（現・金堤市）。全州師範学校（現・全州教育大学校）、明倫学院卒。詳細は不明だが、大韓独立促成国民会に関わっていた。1950年の第2代総選挙で無所属で金堤郡乙選挙区から当選した。朝鮮戦争の際に北朝鮮軍によって殺害されたとされるが、詳細な日時や状況はわからない。任期中であったため補欠選挙が行われ、大韓青年団所属の崔主日が当選した。